# Котельниково (Новгородская область)
Котельниково — деревня в Боровичском муниципальном районе Новгородской области, относится к Травковскому сельскому поселению.
Деревня расположена на Валдайской возвышенности, на высоте 146 м над уровнем моря, к востоку от деревень Малое Фофанково и Большое Фофанково и к западу от деревни Сычёво.

## История
В списке населённых мест Новгородской губернии за 1911 год деревня Котельниково указана как относящаяся к Хоромской волости Боровичского уезда.
Население деревни по переписи населения 1926 года — 241 человек. До 31 июля 1927 года деревня в составе Рядокской волости Боровичского уезда Новгородской губернии, а затем с 1 августа в составе Рядокского сельсовета новообразованного Угловского района Боровичского округа Ленинградской области.
30 июля 1930 года Боровичский округ был упразднён, а по постановлению Президиума ВЦИК от 1 января 1932 года Рядокский (с июля 1933 года — Сутоко-Рядокский) сельсовет, и Котельниково, в том числе, вошли в состав Боровичского района в связи с упразднением Угловского района. Указом президиума Верховного Совета РСФСР от 3 августа 1939 года в составе Ленинградской области был восстановлен Опеченский район и Сутоко-Рядокский сельсовет вошёл в состав этого района. Указом Президиума Верховного Совета СССР от 5 июля 1944 года была образована Новгородская область и Опеченский район вошёл в её состав.
Решением Новгородского облисполкома от 24 марта 1960 года № 254 в Боровичский район был передан Сутоко-Рядокский сельсовет Опеченского района, затем решением Новгородского облисполкома от 9 апреля 1960 года № 296 Сутоко-Рядокский сельсовет был упразднён и деревня Котельниково вошла в состав Денесинского сельсовета с центром Травково, а в связи с перенесением центра из Денесино — Денесинский сельсовет был переименован в Травковский.
Во время неудавшейся всесоюзной реформы по делению на сельские и промышленные районы и парторганизации, в соответствии с решениями ноябрьского (1962 года) пленума ЦК КПСС «о перестройке партийного руководства народным хозяйством» с 10 декабря 1962 года сельсовет и деревня вошла в крупный Боровичский сельский район, а 1 февраля 1963 года административный Боровичский район был упразднён, но пленум ЦК КПСС, состоявшийся 16 ноября 1964 года, восстановил прежний принцип партийного руководства народным хозяйством, после чего Указом Верховного Совета РСФСР от 12 января 1965 года сельские районы были преобразованы вновь в административные районы и решением Новгородского облисполкома от 12 января 1965 года и Травковский сельсовет и деревня вновь в Боровичском районе.
После прекращения деятельности Травковского сельского Совета в начале 1990-х стала действовать Администрация Травковского сельсовета, которая была упразднена с 1 января 2006 года на основании постановления Администрации города Боровичи и Боровичского района от 18 октября 2005 года и Котельниково, по результатам муниципальной реформы входит в состав муниципального образования — Травковское сельское поселение Боровичского муниципального района (местное самоуправление), по административно-территориальному устройству подчинена администрации Травковского сельского поселения Боровичского района.

## Население
| 2010 |
| ---- |
| 15   |

Постоянное население деревни на 1 января 2011 года — 23 человека, хозяйств — 8. В деревне действует сельскохозяйственное предприятие ООО «Котельниково».